# سوزوکی جی‌اس‌ایکس-آر۱۰۰۰
سوزوکی جی‌اس‌ایکس-آر۱۰۰۰ (به انگلیسی: Suzuki GSX-R1000) یک موتور سیکلت ورزشی است که توسط کمپانی سوزوکی ساخته شده‌است. این موتور در سال ۲۰۰۱ برای جایگزینی جی‌اس‌ایکس-آر ۱۱۰۰ معرفی شد و از یک موتور چهار سیلندر خطی ۹۹۹ سی‌سی (۶۱ مکعب اینچ) با رادیاتور خنک‌شونده استفاده می‌کرد، اگرچه در اصل ۹۸۸ سی‌سی (۶۰٫۳ مکعب اینچ) از سال ۲۰۰۱ تا ۲۰۰۴ بود.